# Vicksburg (Michigan)

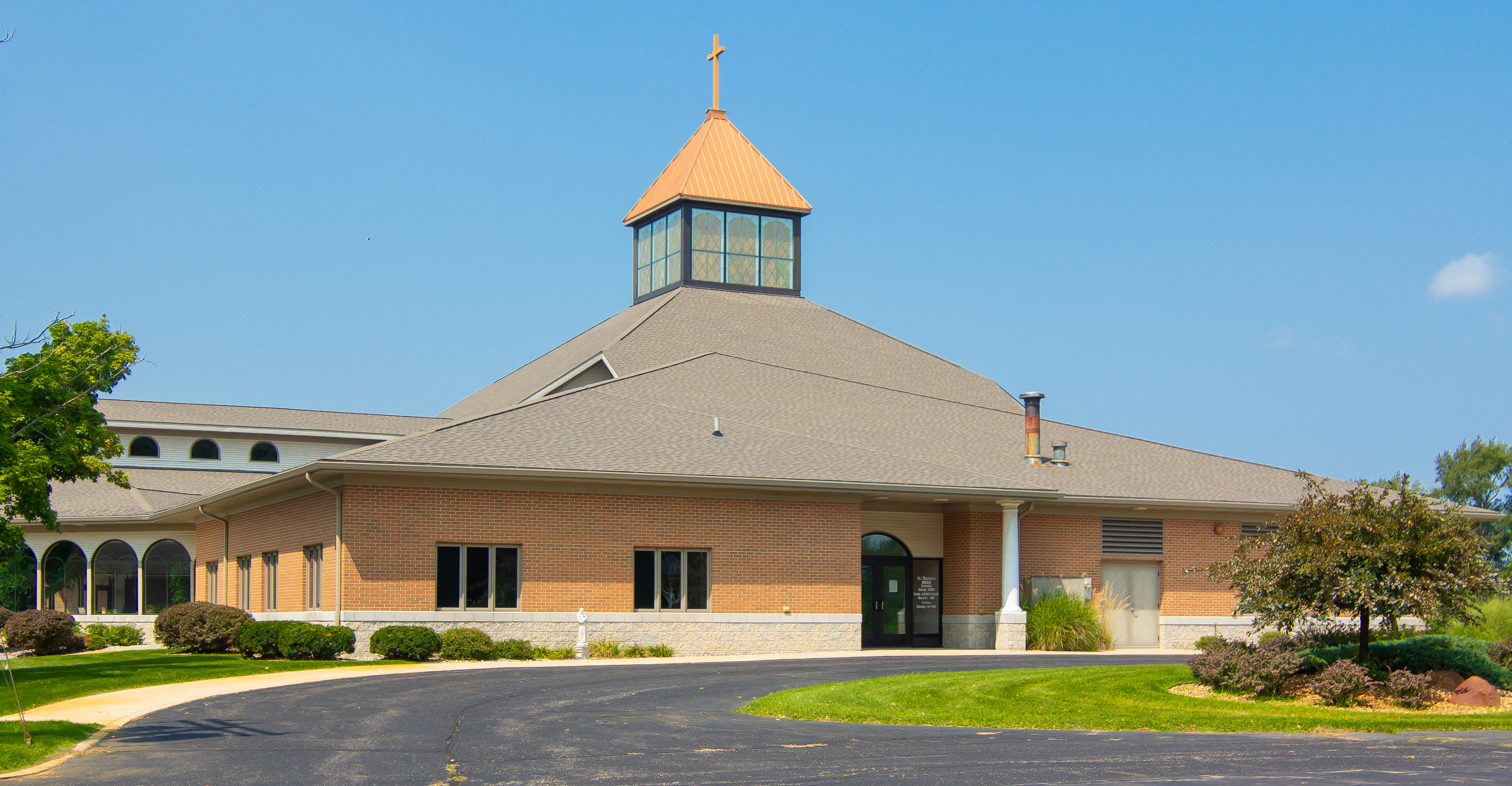
De katholieke kerk St. Martin of Tours

Vicksburg is een plaats (village) in de Amerikaanse staat Michigan, en valt bestuurlijk gezien onder Kalamazoo County.
De plaats ontstond rond een graanmolen die in 1830 werd gebouwd door John Vickers.

## Demografie
Bij de volkstelling in 2000 werd het aantal inwoners vastgesteld op 2320.
In 2006 is het aantal inwoners door het United States Census Bureau geschat op 2172, een daling van 148 (-6.4%).

## Geografie
Volgens het United States Census Bureau beslaat de plaats een oppervlakte van
4,8 km², waarvan 4,7 km² land en 0,1 km² water. Vicksburg ligt op ongeveer 260 m boven zeeniveau.

## Plaatsen in de nabije omgeving
De onderstaande figuur toont nabijgelegen plaatsen in een straal van 20 km rond Vicksburg.

## Geboren
- William Lucking (1941-2021), acteur